# Nemo H2
Le Nemo H2 est un navire à passagers développé par Fuel Cell Boat pour 88 personnes à Amsterdam dont la puissance pour le moteur électrique est générée par une pile à combustible à hydrogène. C'est le premier bateau pour 88 personnes aux Pays-Bas avec une pile à combustible. La pose de la quille a eu lieu à Hasselt en 2008 et le premier bateau est en opération sur les canaux d'Amsterdam depuis décembre 2009. 

## Spécification
Un bateau pour 88 passagers, de 21,95 m de long et 4,25 m de large avec une profondeur de 1 mètre et une hauteur de 65 cm au-dessus de l'eau, un 11 propulseurs d'étrave électrique de 55 kW, 6 réservoirs d'hydrogène avec une pression de 35 MPa pour 24 kg d'hydrogène. Le navire a une autonomie de 9 heures à une vitesse de croisière de 9 nœuds. La station hydrogène est alimentée par NoordzeeWind pour l'électrolyse de l'eau et a une capacité de production de 60 m3 d'hydrogène par heure qui serait suffisante pour deux bateaux de croisière.

## Sources et référence
1. ↑  « Fuel cell boat through the canals : The Green Light District - green dutch design & architecture »